# Wilhelm Hermann Carl von Erlanger
Wilhelm Hermann Carl Erlanger, ab 1872 Freiherr von Erlanger, (* 27. März 1835 in Frankfurt am Main; † 17. April 1909 in Ingelheim) war der zweitälteste Sohn von Raphael von Erlanger, der 1848 das Bankhaus Erlanger & Söhne gründete. Er war ein deutscher Rechtsanwalt, Notar und Justitiar des väterlichen Bankhauses in Frankfurt am Main.

## Leben

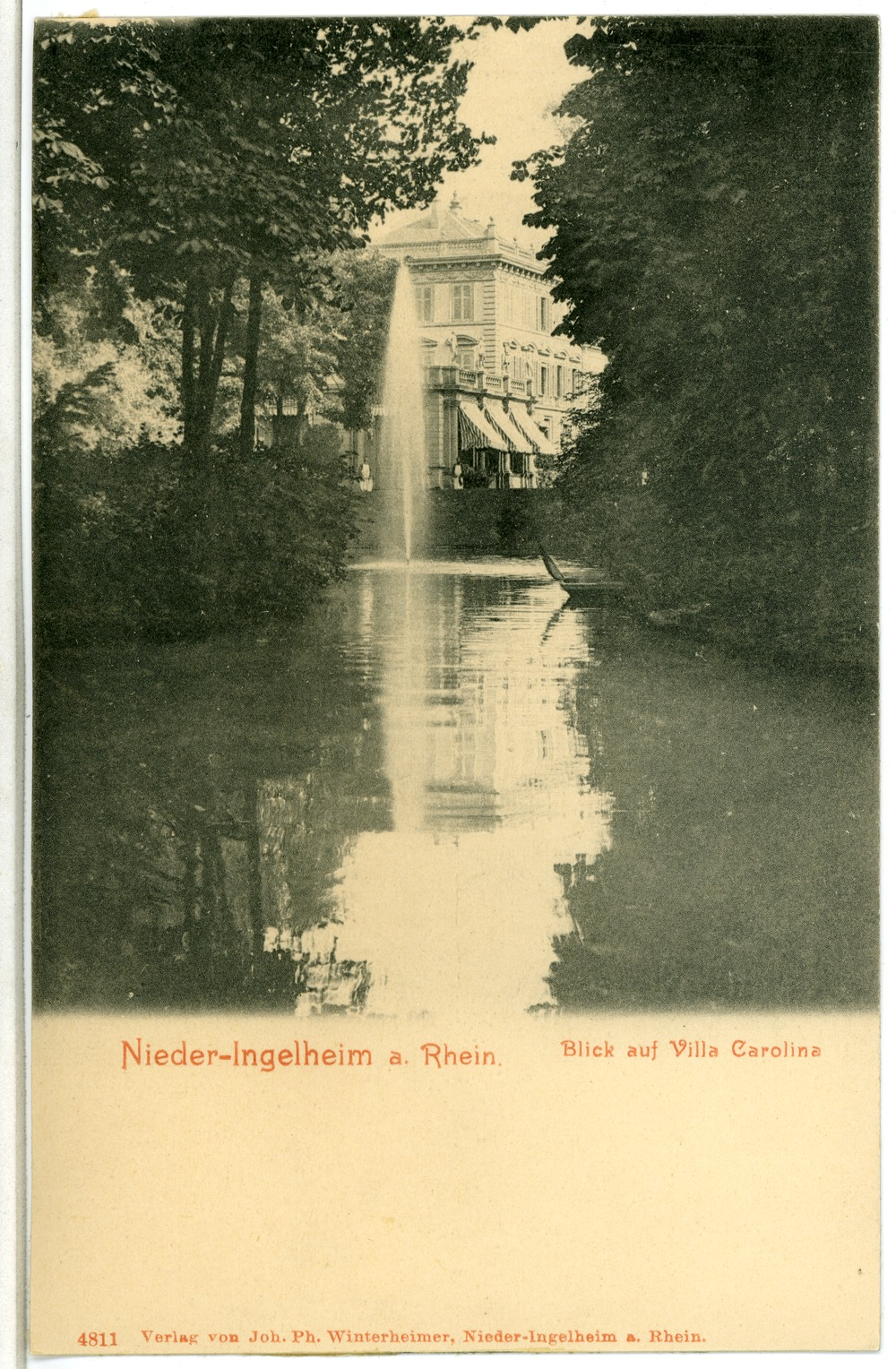
Die Villa Carolina, 1903

Er war der zweitälteste Sohn von Raphael Freiherr von Erlanger und der jüngere Bruder von Frédéric Emile Baron von Erlanger (1832–1911).
Wilhelm Hermann Carl Freiherr von Erlanger studierte in Heidelberg Rechtswissenschaft und promovierte. Er wurde Rechtsanwalt und Notar, später aktiver Gutsbesitzer und war als Justitiar für das väterliche Bankhaus Erlanger & Söhne tätig. 
Er heiratete 1859 die gerade 17-jährige Tochter Caroline (1843–1918) des Frankfurter Senators und vermögenden Großbürgers Franz von Bernus. Zwei Monate vor der Hochzeit kaufte Erlanger in Nieder-Ingelheim ein Hofgut mit 49 dazugehörigen Grundstücken. Dieses bauten beide zu einem repräsentativen Wohnsitz mit dem Wohnhaus „Villa Carolina“ und entsprechendem Park aus und ließen sich dort nieder. Die junge Frau soll zu ihrem Ehemann gesagt haben: „Wilhelm, wir kaufen bis zum Rhein!“ Entsprechend groß wurde das Anwesen. Es wurden auf eigenem Gelände Aussichtspunkte geschaffen wie die Karolinenhöhe am Rabenkopf und ein Steinhaus, namens Rheinklause. Vorbild war hier die Tellskapelle am Vierwaldstättersee. Untergegangene Innenmalereien wurden von Frankfurter Künstlern angelegt. Heute ist die Rheinklause eine Wirtschaft namens Anglerklause und wird von dem Angelsportverein Rheinland verwaltet. Per Testament erbte unter anderem die in London geborene Espérance Baroness von Erlanger (1870–1944), Tochter des Frankfurter Stiefbruders Ludwig Freiherr von Erlanger die Liegenschaft, deren Ehemann Alexander Prinz von Solms-Braunfels (4. November 1855 Schloss Podiebrad/heute Poděbrady) war. Bereits 1938 wurde die Villa Carolina abgerissen. Espérance vererbte die Liegenschaft an ihre ledig gebliebenen Töchter Prinzessin Mathilde von Solms-Braunfels (1894–1962) und Prinzessin Friederike von Solms-Braunfels (1896–1954), die es dann an Albert Boehringer, den Eigentümer des Chemieunternehmens Boehringer Ingelheim verkauften.
1872 wurde er in den Freiherrenstand erhoben.
Der älteste Sohn Franz Emil Alexander Freiherr von Erlanger diente bei den Garde Ulanen, verwettete ein Vermögen, wurde von der Erbfolge ausgeschlossen und setzte sich wegen Wettschulden ins Ausland ab. Franz starb am 31. Juli 1918 in Nizza. Seine viel jüngere spanische Frau Christina geborene Grottero verübte am 7. Februar 1932 in Barcelona Selbstmord.
Der jüngere Sohn Carl Viktor Heinrich Freiherr von Erlanger, genannt Carlo von Erlanger, wurde anerkannter Zoologe und Afrikaforscher, kam aber bereits 1904 bei einem Autounfall in Salzburg ums Leben.
Nach dem Tode des jüngsten Bruders Ludwig Gottlieb Friedrich von Erlanger im Jahre 1898 und nach dem Unfalltod des Sohnes Carlo von Erlanger 1904 betrieb der langzeitige Vorstandschef der Dresdner Bank Eugen Gutmann 1904 die Übernahme der Bank Erlanger & Söhne. Diese bildete den Grundstock für die neue Frankfurter Filiale der Dresdner Bank.